# Новое (Борисовский сельсовет, Вологодский район)
Новое — деревня в Вологодском районе Вологодской области.
Входит в состав Кубенского сельского поселения (с 1 января 2006 года по 8 апреля 2009 года входила в Борисовское сельское поселение), с точки зрения административно-территориального деления — в Борисовский сельсовет.
Расстояние до районного центра Вологды по автодороге — 43,5 км, до центра муниципального образования Кубенского по прямой — 12 км. Ближайшие населённые пункты — Горка-Никольская, Филисово, Борисово, Городок, Кольцеево, Федотово.
По переписи 2002 года население — 230 человек (111 мужчин, 119 женщин). Преобладающая национальность — русские (95 %).